# Prager Schachfestival 2020
Das Prager Schachfestival 2020 war die zweite Austragung einer Reihe von Schachturnieren in der tschechischen Hauptstadt Prag. Es fand vom 11. bis 22. Februar 2020 statt.
Dabei wurden zwei Einladungsturniere gespielt, das Masters und das Challengers, sowie das Open und mehrere offene Ratings-Turniere. Erstmals wurde auch ein Event für Kinder und Jugendliche – das Futures – ausgetragen.
Ebenfalls neu im Festival waren ein Schnellschach- und ein Blitzschach-Turnier.

## Masters
Beim Masters wurde ein einfaches Rundenturnier ausgetragen. Dabei wurden insgesamt 44.000 € Preisgeld ausgespielt. Als Tie-Break diente nach den Punkten der direkte Vergleich der betroffenen Spieler untereinander (DV), danach die Wertung nach Sonneborn-Berger (SoBe) und zuletzt die gespielten Partien mit den schwarzen Steinen (SP).
| Platz | Titel | Name                   | Elo-Zahl | 1 | 2 | 3 | 4 | 5 | 6 | 7 | 8 | 9 | 10 | Punkte | DV | SoBe  | SP |
| ----- | ----- | ---------------------- | -------- | - | - | - | - | - | - | - | - | - | -- | ------ | -- | ----- | -- |
| 1     | GM    | Santosh Gujrathi Vidit | 2721     | * | 1 | 0 | ½ | 1 | ½ | ½ | 1 | 0 | ½  | 5      | 2½ | 22,50 |    |
| 2     | GM    | Alireza Firouzja1      | 2726     | 0 | * | 1 | ½ | ½ | ½ | 1 | ½ | ½ | ½  | 5      | 2  | 22,25 |    |
| 3     | GM    | Jan-Krzysztof Duda     | 2755     | 1 | 0 | * | ½ | ½ | ½ | ½ | ½ | 1 | ½  | 5      | 2  | 22,00 |    |
| 4     | GM    | David Antón Guijarro   | 2697     | ½ | ½ | ½ | * | ½ | 0 | ½ | ½ | 1 | 1  | 5      | 2  | 21,25 |    |
| 5     | GM    | Samuel Shankland       | 2683     | 0 | ½ | ½ | ½ | * | 1 | ½ | ½ | ½ | 1  | 5      | 1½ |       |    |
| 6     | GM    | Nikita Witjugow        | 2731     | ½ | ½ | ½ | 1 | 0 | * | ½ | ½ | ½ | ½  | 4½     | ½  | 20,25 |    |
| 7     | GM    | P. Harikrishna         | 2713     | ½ | 0 | ½ | ½ | ½ | ½ | * | ½ | 1 | ½  | 4½     | ½  | 19,75 |    |
| 8     | GM    | Markus Ragger          | 2670     | 0 | ½ | ½ | ½ | ½ | ½ | ½ | * | ½ | ½  | 4      | ½  | 18,00 |    |
| 9     | GM    | David Navara           | 2717     | 1 | ½ | 0 | 0 | ½ | ½ | 0 | ½ | * | 1  | 4      | ½  | 17,25 |    |
| 10    | GM    | Nils Grandelius        | 2659     | ½ | ½ | ½ | 0 | 0 | ½ | ½ | ½ | 0 | *  | 3      |    |       |    |
1 Firouzja spielte zwischen 2019 und 2021 unter neutraler Flagge der FIDE.
Um einen Sieger zu ermitteln, spielten der Erst- und Zweitplatzierte ein Tie-Break-Match. Dabei setzte sich Firouzja mit 2 zu 0 gegen Vidit durch und gewann damit das Masters.

## Challengers
Auch das Challengers wurde als einfaches Rundenturnier gespielt. Auch die Tie-Breaks waren identisch.
| Platz | Titel | Name                | Elo-Zahl | 1 | 2 | 3 | 4 | 5 | 6 | 7 | 8 | 9 | 10 | Punkte | DV | SoBe  | SP |
| ----- | ----- | ------------------- | -------- | - | - | - | - | - | - | - | - | - | -- | ------ | -- | ----- | -- |
| 1     | GM    | Jorden van Foreest  | 2667     | * | ½ | ½ | ½ | ½ | 1 | 1 | ½ | ½ | 1  | 6      |    |       |    |
| 2     | GM    | Nicat Abbasov       | 2670     | ½ | * | 1 | 1 | 0 | ½ | ½ | ½ | 1 | ½  | 5½     | 1  |       |    |
| 3     | GM    | Andrei Jessipenko   | 2654     | ½ | 0 | * | 1 | ½ | ½ | ½ | 1 | 1 | ½  | 5½     | 0  |       |    |
| 4     | GM    | Kacper Piorun       | 2611     | ½ | 0 | 0 | * | 1 | 1 | ½ | ½ | 1 | ½  | 5      | 2  |       |    |
| 5     | GM    | Mateusz Bartel      | 2639     | ½ | 1 | ½ | 0 | * | ½ | ½ | ½ | ½ | 1  | 5      | ½  | 21,50 |    |
| 6     | GM    | Hannes Stefánsson   | 2529     | 0 | ½ | ½ | 0 | ½ | * | ½ | 1 | 1 | 1  | 5      | ½  | 18,75 |    |
| 7     | GM    | Thai Dai Van Nguyen | 2560     | 0 | ½ | ½ | ½ | ½ | ½ | * | 1 | ½ | ½  | 4½     |    |       |    |
| 8     | IM    | Lukáš Černoušek     | 2442     | ½ | ½ | 0 | ½ | ½ | 0 | 0 | * | 1 | ½  | 3½     |    |       |    |
| 9     | IM    | Tadeáš Kriebel      | 2524     | ½ | 0 | 0 | 0 | ½ | 0 | ½ | 0 | * | 1  | 2½     | 1  |       |    |
| 10    | GM    | Jan Krejčí          | 2559     | 0 | ½ | ½ | ½ | 0 | 0 | ½ | ½ | 0 | *  | 2½     | 0  |       |    |
Damit qualifizierte sich Jorden van Foreest für das Masters im Prager Schachfestival 2021.

## Weitere Turniere
Das Open wurde vom Inder  G. Akash dank des besseren Buchholz-Scores mit 7½ Punkten aus 9 Partien gewonnen, vor  Jerguš Pecháč und  Johan-Sebastian Christiansen, die auch 7½ aus 9 erreichten.

Das Futures, an dem 10 Spieler teilnahmen, gewann der zehnjährige Tscheche  FM Václav Finěk.

Das bestbesetzte Rating-Turnier wurde vom Tschechen  Marek Fizer gewonnen.

Während sich im 7-rundigen Schnellschach-Turnier  Jakub Půlpán durchsetzte, gewann  Aman Hambleton das 11-rundige Blitz-Turnier.